# Механохімія
Механохімія (рос. механохимия, англ. mechanochemistry, нім. Mechanochemie f) — розділ хімії, що вивчає хімічні та фізико-хімічні перетворення при механічній дії на речовину.
До процесів, які розглядає механохімія, належать:
- механохімічна деструкція та механосинтез полімерів;
- реакції при терті твердих тіл (трибохімія), а також при їхньому деформуванні й руйнуванні;
- механічна (механохімічна) активація твердих тіл;
- перетворення під дією ультразвуку;
- корозія механічно напружених металів;
- реакції під дією напружень, які розвиваються при фазових переходах та ін.

Механохімічні реакції — це хімічні перетворення речовини, ініційовані або прискорені механічним діянням. Мають місце у твердих тілах при їх стисканні, подрібненні, дії ударних хвиль, зсувах, деформації тощо, а також в рідинах при кавітації, розвиненій турбулентності. У полімерах, речовинах з надмолекулярною структорою, в тому числі вугіллі, під дією механічних напруг змінюються відстані між атомами і валентні кути в основному ланцюгу мактомолекули, геометричні параметри надмолекулярних утворень, що зменшує енергію активації в реакціях за участі цих атомів. При певних напругах відбувається розпад хімічних зв'язків. Продукти розпаду — вільні радикали — ініціюють подальші рекції (заміщення, розпад, приєднання тощо). У кристалах, аморфних речовинах деформації викликають появу точкових дефектів, дислокацій з порушенням структури, які є центрами наступних хімічних реакцій; поверхневе руйнування теж викликає виникнення поверхневих активних центрів. У водному середовищі у місцях накопичення дислокацій виникають локальні зміни електрохімічного потенціалу, що, зокрема, стає причиною активізації корозійних процесів.
Досягнення механохімії важливі для розвитку теорії міцності і довговічності матеріалів, фізико-хімічної механіки, теорії тертя і зношування, старіння полімерів, окремих розділів геохімії, технології механічної обробки матеріалів, а також використовуються в деяких процесах збагачення корисних копалин.